# Laterallus leucopyrrhus
Laterallus leucopyrrhus là một loài chim trong họ Rallidae.